# Mémorial Interallié

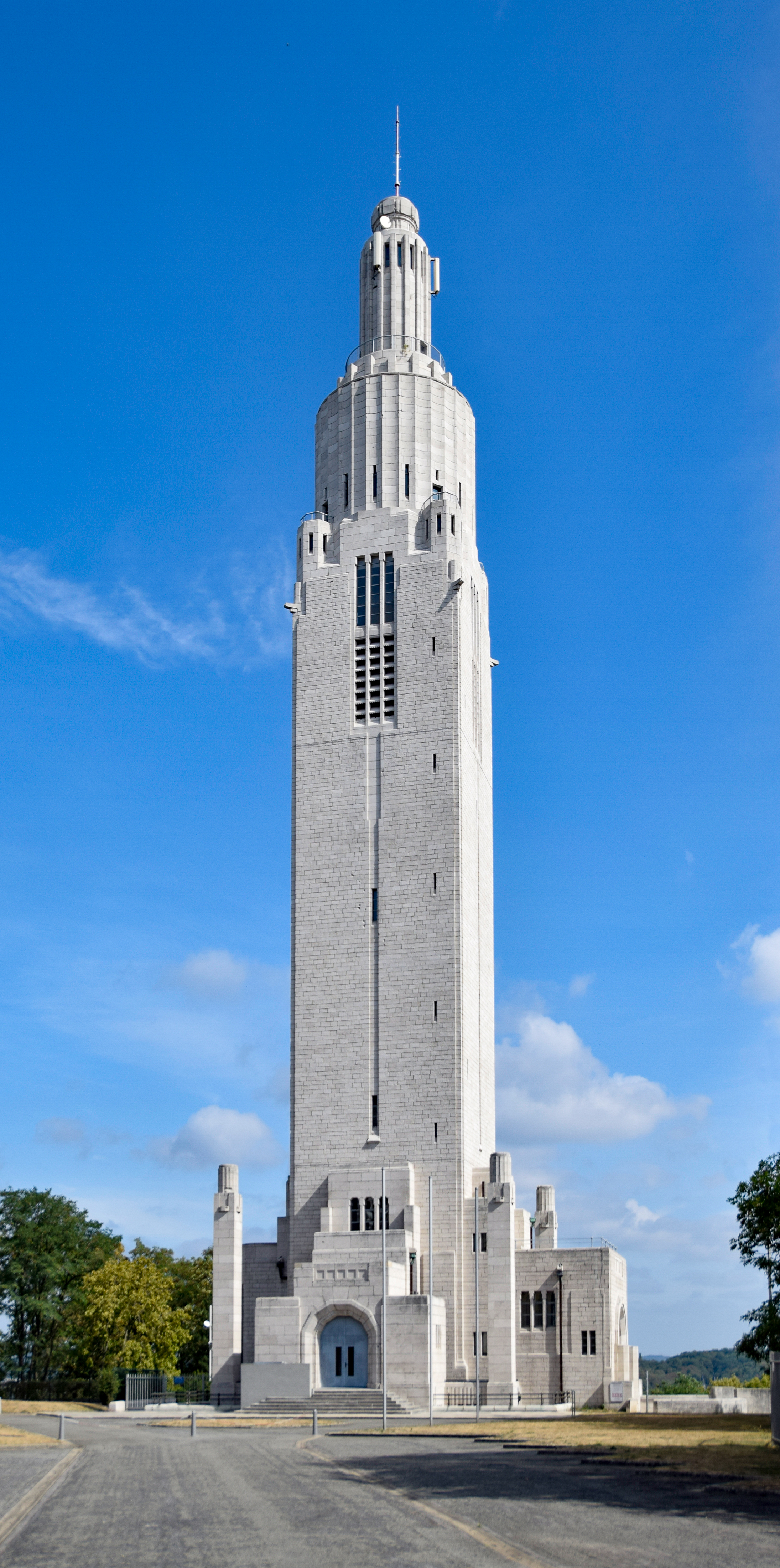
Phare de Liège (2020)

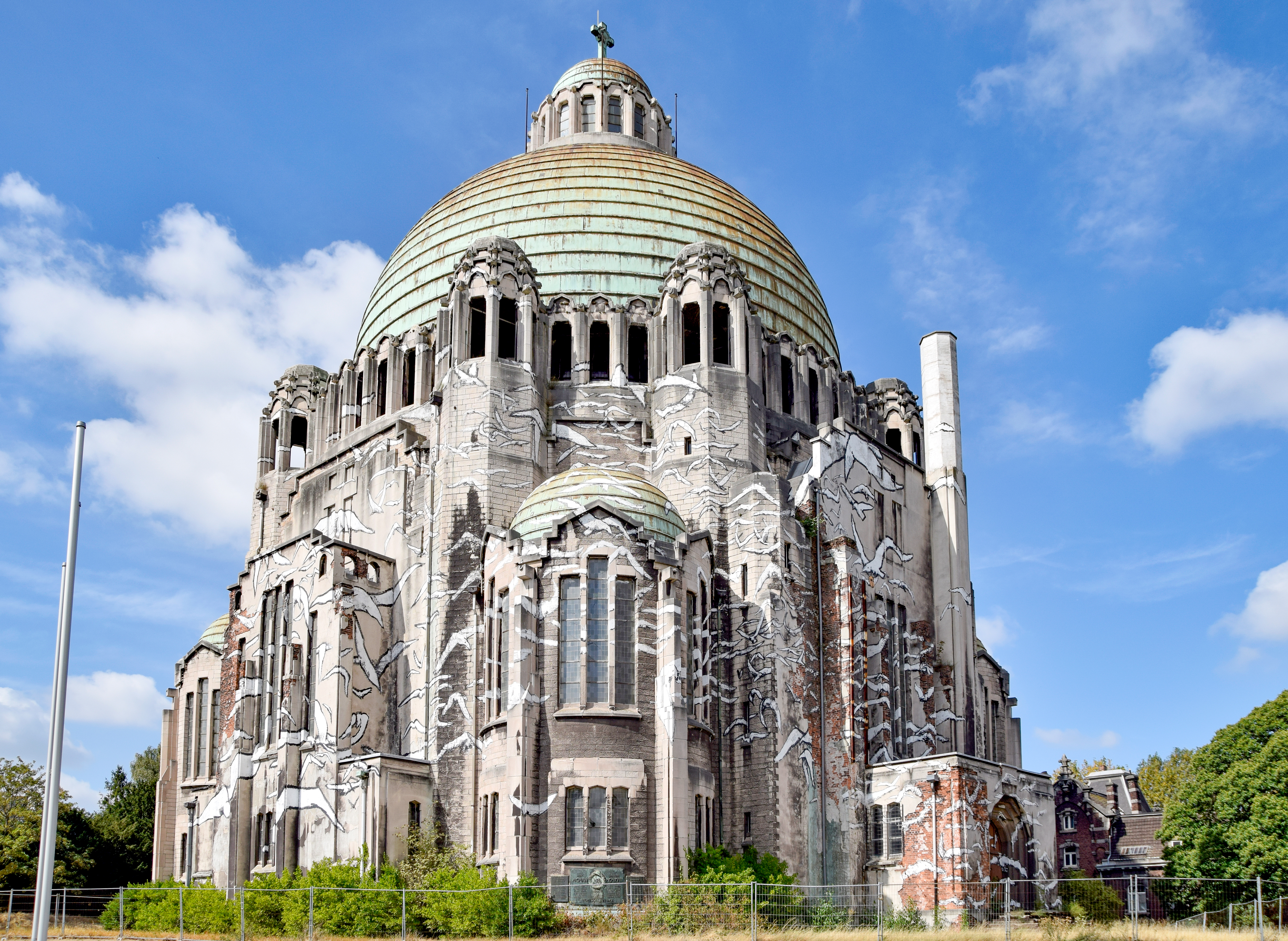
Église du Sacré-Coeur (2020)

Das Mémorial Interallié („Interalliierten-Denkmal“) ist eine Gedenkstätte, die nach dem Ersten Weltkrieg im belgischen Lüttich errichtet wurde, um an die Beteiligung aller Alliierten des Weltkrieges zu erinnern. Das Denkmal besteht aus der Kirche Église du Sacré-Cœur et Notre-Dame-de-Lourdes als zentrales religiöses Gebäude und den Turm Phare de Liège als säkulares Denkmal.

## Geschichte
Im Jahr 1919 entwarf der Architekt Paul Jaspar ein Denkmal-Projekt für die alliierten Staaten des Ersten Weltkrieges. Er plante einen 90 m hohen „Beffroi de la Victoire“, der in der Nähe des Rathauses von Lüttich errichtet werden sollte. Dieser Entwurf wurde jedoch nicht weiterverfolgt. Ein internationales Komitee ersucht die alliierten Länder um Unterstützung, um auf dem Cointe-Hügel in Lüttich ein Denkmal zu Ehren der alliierten Soldaten zu errichten. Lüttich wurde ausgewählt, weil die belgischen Streitkräfte zu Beginn des Ersten Weltkrieges den angreifenden Deutschen mehrere Wochen Widerstand leistete und den Vormarsch der Angreifer dadurch erheblich verlangsamte. Der Antwerpener Architekt Joseph Smolderen wurde schließlich für die Erstellung des Entwurfes des Denkmal-Ensembles betraut, das neben der Kirche Sacré-Cœur einen 75 Meter hohen Turm umfasste. Der Grundstein für die Kirche wurde am 21. Juni 1925 gelegt, während die Arbeiten zur Errichtung des umliegenden Denkmal-Ensembles erst im September 1928 begannen. Die Einweihung fand am 20. Juli 1937 statt.
Der „Krypta“ genannte untere Raum des Turms beherbergt das belgische, französische, rumänische und spanische Denkmal, während im von acht Steinsäulen (Pylonen) umrahmten „Pylonensaal“ auf dem Vorplatz das italienische, griechische, polnische, englische und russische Denkmal aufgestellt sind. Das gesamte Denkmalensemble wurde per Erlass vom 24. Januar 2011 unter Denkmalschutz gestellt.
Am 4. August 2014 fand eine große Gedenkfeier zum 100. Jahrestag des Ausbruchs des Ersten Weltkriegs statt, an der zahlreiche Staatsoberhäupter und Vertreter der ehemaligen Kriegsparteien teilnahmen. Aus diesem Grund wurde der Großteil der Anlage renoviert. Die Église du Sacré-Cœur et Notre-Dame-de-Lourdes-Kirche wurde im Jahr 2010 profaniert, ist seitdem geschlossen und befindet sich (Stand 2024) in einem vernachlässigten Zustand.